# Elena Lucci
Elena Morales Atienza, coneguda artísticament com a Elena Lucci (Madrid, 9 d'agost de 1877 - Barcelona, 16 de febrer de 1952) va ser una mezzosoprano i contralt operística.

## Biografia
Era filla de Rafael Morales Laborda, de Barcarrota, província de Badajoz, i de Cipriana Atienza. El matrimoni va tenir una altra filla, Isabel.
El nom d'Elena Lucci apareix en hemeroteques per primer cop com a membre d'una companyia d'òpera contractada per la temporada 1900-1901 del Teatro Real de Madrid. El seu nom apareix com a contralt, però no com a partiquina. Al llarg de la seva carrera fa escenificar papers principals i papers secundaris.
Abans d'això, havia aparegut l'any 1893 amb el seu nom real, Elena Morales, arran d'un concert al convent de Sant Domènec el Real de Madrid. Llavors era una jove alumna de quinze anys del Marquès d'Alta Villa, José Ramiro de la Puente González-Nandín, advocat i músic aficionat, professor de música. Elena va cantar, entre altres peces, un Salutaris de Gabriel Fauré, arranjat per José Guervós a tres veus i amb el seu acompanyament al piano. Era l'any preparatori d'Elena, que començava llavors els estudis de cant. Aquell any es va examinar al Conservatori de Música i Declamació de Madrid, davant d'un jurat presidit pel director, el compositor Emilio Arrieta.
Va continuar participant en concert ocasionals en la seva etapa d'estudis a Madrid. El 22 de gener de 1900 se li va oferir un benefici al Teatre de la Comèdia de Madrid, amb el qual pretenia aconseguir els diners necessaris per continuar els seus estudis. Encara feia servir el seu nom real. Aquell any va debutar en escena al Teatre del Buen Retiro de Madrid, en el paper de Siébel de l'òpera Faust de Charles Gounod. Curiosament, aquest paper és considerat un paper de soprano, no de mezzosoprano. En aquella època Elena seguia els consells del gran baríton italià Napoleone Verger, de qui rebia classes. Havia tingut també com a professora a la cantant Carolina Cepeda. Elena havia gaudit d'una beca d'estudis de la Infanta Isabel de Borbó i d'una altra del Conservatori de Madrid. Segons un article aparegut pocs dies després en El Cardo, en aquells moments Elena estava casada i ja havia tingut fills.
El 1902 Elena Lucci formava part de la companyia d'òpera del Teatre Modern de Madrid, amb Pedro Urrutia com a concertador i director d'orquestra. La mateixa publicació que un parell d'anys abans comentava que ja era casada, El Cardo, confirmava que Elena Lucci era, en realitat, Elena Morales. Ho feia arran d'una representació de l'òpera Andrea Chénier d'Umberto Giordano, que havia tingut lloc al Buen Retiro el juliol de 1902. Segons el registre de defunció, Elena s'havia casat amb Juan José Lusso i havia tingut dos fills, Luis i José, que encara vivien a la mort de la seva mare. El canvi de cognom no era només artístic, sinó per matrimoni.
A finals de 1913 participava en una temporada d'òpera a la ciutat italiana de Gènova, al Teatro Carlo Felice. El 18 de maig de 1914 participava al Teatro Faraggiana de Novara a l'estrena d'una òpera d'un compositor aficionat, Alessandro Sigray di San Marzano. L'òpera duia per títol Il trionfo d'Amore, amb text de Giuseppe Giacosa.
Va treballar al llarg de diverses temporades al Gran Teatre del Liceu de Barcelona, des de la temporada 1914-1915 a la 1945-1946. Aquesta va ser l'última temporada en què va estar activa, cantant en Barcelona i Palma.
Va treballar en molts teatres d'Espanya i d'Amèrica Central i Amèrica del Sud, amb directors com ara Antonio Guarneri, Josep Sabater, Artur Saco del Valle, Tullio Serafin, Arturo Toscanini i Alfredo Padovani, i amb companys cantants com ara Concepció Supervia i Pascual, Titta Rufo, Lucrezia Bori, Elena Rakowska, Josep Palet, Josep Segura i Tallien, Elsa Raccanelli, Enriqueta Casas, Dolors Frau, Maria Barrientos, Elvira de Hidalgo, Fanny Anitúa, Carmen Melis, Carme Bau Bonaplata, Celestino Sarobe, Hipòlit Lázaro, Ofelia Nieto, Nino Ederle i Tito Schipa, entre molts altres.
Va morir a Barcelona el 16 de febrer de 1952, la ciutat on havia establert la seva residència, en el seu domicili del carrer Doctor Dou, número 12. Va ser enterrada al Cementiri de les Corts de Barcelona, en el nínxol que les germanes Elena i Isabel havien adquirit l'any 1935 arran de la mort del pare, Rafael Morales.